# Le Petit-Quevilly
Le Petit-Quevilly je jugozahodno predmestje Rouena in občina v severozahodnem francoskem departmaju Seine-Maritime regije Zgornje Normandije. Leta 1999 je naselje imelo 22.332 prebivalcev.

## Geografija
Kraj leži na levem bregu reke Sene jugozahodno od središča Rouena; na jugu meji na Le Grand-Quevilly, na jugovzhodu pa na Sotteville-lès-Rouen.

## Administracija
Le Petit-Quevilly je sedež istoimenskega kantona, vključenega v okrožje Rouen.